# Троицкая церковь в Боровом
Троицкая церковь — православный храм Воронежской епархии. Расположен в пригороде Воронежа в бывшем селе Боровое на левом берегу реки Усманки.

## История
Первое упоминание о деревянной церкви в Боровом относится к 1646 году. В «Переписной книге Воронежского уезда» сказано: «Село Боровое на реке на Усмони, а в нем церковь во имя животворные Троицы, да в пределе Пречистые Богородицы, во дворе поп Афонасей».
Храм несколько раз перестраивался, пока в 1792—1794 годах на средства местных жителей не была построена новая каменная церковь с сохранением старого придела Введения во храм Пресвятой Богородицы. В XIX веке был устроен ещё один придел — во имя преподобного Стефана Савваита.
Троицкая церковь в Боровом была действующей до середины 1930-х годов, когда была закрыта. Храм оставался заброшенным более пятидесяти лет, в 1990 году его начали восстанавливать, и возобновились службы. В 1999 году при церкви была открыта воскресная школа.

## Современный статус
В настоящее время Церковь Троицы Живоначальной в с. Боровое постановлением администрации Воронежской области N 850 от 14.08.95 г. является объектом исторического и культурного наследия областного значения.

## Духовенство
- Настоятель храма — иерей Олег Маркин
- Иерей Александр Киселев[6]